# 古賀由教
古賀 由教（こが よしゆき、1998年8月28日 - ）は、ジャパンラグビーリーグワンリコーブラックラムズ東京に所属するラグビーユニオン選手。

## プロフィール
- 兵庫県芦屋市出身[1]。
- ポジションはウィング(WTB)。
- 身長 175 cm、体重 83 kg
- U20日本代表に選ばれたことがある[2]。
- 7人制日本代表に選ばれたことがある[3]。

## 略歴
2017年、東福岡高校卒業後、早稲田大学に入る。なお東福岡高校時代、高校日本代表に選ばれたことがある。
2021年、早稲田大学卒業後、リコーブラックラムズ(現・リコーブラックラムズ東京)に加入。
2022年4月9日に行われたJAPAN RUGBY LEAGUE ONE第12節静岡ブルーレヴズ戦にて先発出場で公式戦初出場を果たした。
2024年、パリ2024五輪の7人制ラグビー日本代表内定選手に選ばれた。